# Castelo Tilquhillie

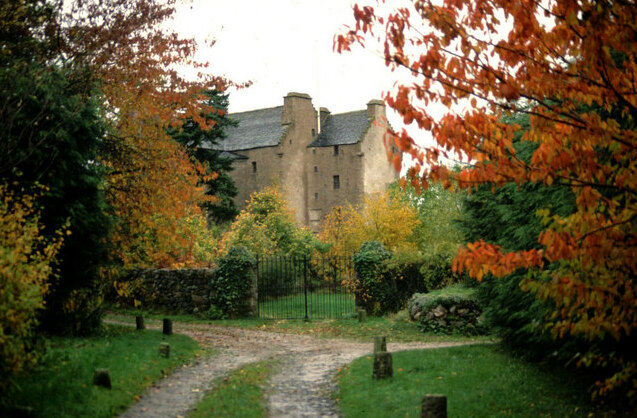
Castelo Tilquhillie em outubro de 1994

O Castelo Tilquhillie é um castelo perto de Banchory, em Aberdeenshire, na Escócia. Um edifício listado de Categoria A,  o castelo fazia parte formalmente das terras da Abadia de Arbroath.
O castelo foi posteriormente restaurado com comodidades modernas. O romancista e escritor de viagens Norman Douglas passou parte da sua infância em Tilquhillie, o lar dos seus ancestrais paternos.